# Sebastopoli
Sebastopoli (ucraino e in russo: Севасто́поль, Sevastopol' ma anche in ucraino Севастопіль?, Sevastopil'; in tataro di Crimea: Акъяр, Aqyar) è una città della Crimea, in Ucraina.
Con l'annessione forzata della Crimea da parte della Federazione Russa nel febbraio 2014, la Russia ne rivendica il territorio, ma rimane di fatto un territorio ucraino ed è infatti internazionalmente riconosciuta come parte dell'Ucraina, che la considera una città a statuto speciale.
L'annessione della Crimea da parte della Russia è stata una mossa forzata, senza alcun riconoscimento dallo stato sovrano ucraino di cui fa parte la regione della Crimea.
Fu fondata tra il V e il VI secolo a.C. da coloni greci col nome di Chersoneso Taurica, rientrando successivamente tra i domini romani e bizantini. Saccheggiata e definitivamente abbandonata tra il XIV e il XV secolo, fu rifondata tra il 1783 e il 1784 dal principe Grigorij Aleksandrovič Potëmkin dopo l'annessione del khanato di Crimea all'Impero russo. Dopo la prima guerra mondiale, con la nascita dell'URSS l'intera Crimea fece parte della Repubblica Socialista Sovietica Russa.
Dopo la fine della seconda guerra mondiale, per volere di Stalin, la Crimea (compresa Sebastopoli) fu incorporata direttamente alla Russia. Vista la sua importanza militare Sebastopoli fu dichiarata città chiusa durante la guerra fredda e Sebastopoli, insieme al resto della Crimea, passò nel 1954 dalla Repubblica Socialista Federativa Sovietica Russa alla Repubblica Socialista Sovietica Ucraina come regalo da parte di  Krusciov e poi con la dissoluzione dell'Unione Sovietica rimase all'Ucraina. Nel 2014 insieme al resto della penisola ha dichiarato unilateralmente la propria indipendenza, sebbene in realtà il referendum non sia riconosciuto come legittimo secondo il diritto internazionale, ed è stata annessa alla Russia.
Fin dalla sua fondazione ospita un'importante base navale che funge da quartier generale della Flotta del Mar Nero.

## Geografia fisica

### Territorio
Sebastopoli si trova sulla punta sud-occidentale della penisola di Crimea, occupando una superficie di 864 km² distribuita su 38 baie, la maggiore delle quali divide la città in due parti e funge da prolungamento naturale del fiume Čërnaja, che sfocia nel mar Nero. Il centro della città si trova nella parte meridionale e si estende su diverse colline.

### Clima
Il clima della città è quasi subtropicale, molto asciutto e ventilato. Le precipitazioni annue vanno dai 500 ai 700 mm.
D'estate le temperature possono raggiungere i 40 °C mitigati dalla brezza di mare che soffia durante il giorno e dalla brezza di terra che soffia nelle ore notturne. D'inverno le temperature oscillano tra i −2 °C e i 7 °C.

## Origini del nome
Il toponimo Sebastopoli deriva dall'unione delle parole greche "sebastos" (σεβαστός, "venerabile") e "polis" (πόλις, città) con la traduzione possibile di "città maestosa" o "città della gloria". Considerando che il titolo di sebastos si può considerare come equivalente dell'augusto romano o del basileus bizantino è possibile che la scelta del nome sia stata una dedica alla zarina Caterina II.
La denominazione tatara della città, Aqyar (Акъяр), significherebbe letteralmente "scogliera bianca".

## Storia

### Età antica e Medioevo
Un primo insediamento fu fondato intorno al VI secolo a.C. da coloni greci provenienti da Eraclea Pontica e fu noto col nome di Chersoneso. La colonia, inizialmente indipendente, fu governata a lungo da una democrazia retta da un gruppo di arconti che nel corso degli anni si trasformò in un'oligarchia. Successivamente rientrò prima nell'area d'influenza del Regno del Bosforo Cimmerio poi in quella del Regno del Ponto intorno al II secolo a.C., tornando a far parte del primo in qualità di Stato cliente dell'Impero romano. Chersoneso assunse grande importanza nell'Impero bizantino, divenendo capoluogo dell'omonimo thema, anche se fu spesso teatro di rivolte anti imperiali.
Nel 1204, dopo la quarta crociata che aveva provocato la prima caduta di Costantinopoli, Chersoneso divenne parte del neonato Impero di Trebisonda, pur mantenendo uno stretto rapporto con la capitale bizantina fino alla conquista da parte degli Ottomani nel 1453. Con la caduta di Trebisonda nel 1461 la città rientrò tra le colonie della Repubblica di Genova per poi essere conquistata dall'Impero ottomano nel corso del XVI secolo fino al progressivo e totale abbandono dell'area.

### Età moderna: la rifondazione
Dopo l'abbandono di Chersoneso l'area fu occupata da un modesto villaggio tataro denominato Aqyar.
Tra il 1783 e il 1784 il generale e principe Grigorij Aleksandrovič Potëmkin, favorito della zarina russa Caterina II, ri-fondò la città che fu ribattezzata in Sebastopoli. Fortificata e di grande importanza strategica, la città divenne sede della Flotta del Mar Nero, parte della marina militare imperiale russa.
Durante la guerra di Crimea, la città, che era la principale base navale della flotta russa del Mar Nero, fu assediata dagli anglo-francesi a partire dal settembre 1854. L'assedio di Sebastopoli si prolungò per 340 giorni e costò perdite gravissime a entrambe le parti a causa dei combattimenti, dei bombardamenti, delle precarie condizioni di vita nelle trincee e nei bastioni, e di epidemie di colera. I difensori russi resistettero strenuamente e respinsero numerosi assalti in massa degli anglo-francesi fino al settembre 1855; infine, dopo la caduta del bastione Malakoff, la città venne incendiata ed evacuata dai difensori.
Durante la seconda guerra mondiale subì altri due assedi: il primo per opera dei tedeschi, il secondo per opera dei russi, per riconquistarla agli occupanti. Infatti, fra il 1941 e il 1942 sostenne un assedio di oltre otto mesi da parte delle truppe tedesche, e poi venne liberata dalle truppe sovietiche solo dopo pesanti bombardamenti.
I tedeschi iniziarono l'assedio nell'ottobre 1941, ma a causa della strenua resistenza sovietica poterono prendere la piazzaforte solamente nel luglio 1942. Sebastopoli fu poi definitivamente liberata dai sovietici nel maggio 1944, dopo un mese d'assedio e violenti scontri. Con la riconquista della città si concluse la campagna d'inverno sovietica del 1943-44.
Dalla nascita dell'URSS (dopo la fine della prima guerra mondiale) la Crimea, compresa Sebastopoli, fece sempre parte della Repubblica Socialista Sovietica Russa con un’autonomia. Ma nel 1945, dopo la fine della seconda guerra mondiale, per volere di Josef Stalin l'autonomia fu tolta. Però successivamente nel 1954, per volere di Nikita Chruščëv, Sebastopoli passò a far parte, con tutta la Crimea, della Repubblica Socialista Sovietica Ucraina. La decisione di Chruščëv voleva celebrare i 300 anni del trattato di Perejaslav, che suggellò l'amicizia tra l'Ucraina e l'Impero Russo.
Dopo lo scioglimento dell'URSS, è rimasta parte dell'Ucraina (ex Repubblica Socialista Sovietica Ucraina), ed ha continuato ad ospitare la flotta russa del Mar Nero, che ha convissuto con quella ucraina fino al 25 febbraio 2014 quando le forze armate russe invasero la penisola e l'Ucraina dovette spostare le proprie navi nel porto di Odessa. Il 7 marzo 2014 il consiglio comunale cittadino ha votato all'unanimità l'adesione alla Russia. L'annessione non è riconosciuta in larga parte a livello internazionale, perché le elezioni sono state svolte senza osservatori internazionali e con militari russi nei seggi, e perché l’Ucraina non ha firmato alcun trattato di cessione valido nel diritto internazionale.

## Popolazione

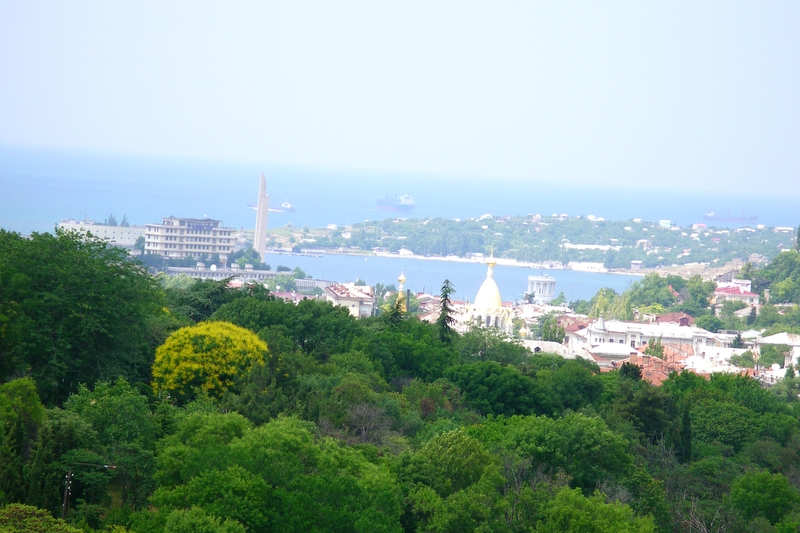
Veduta di Sebastopoli

Secondo i dati demografici russi, nel gennaio 2016, vivevano a Sebastopoli 416 263 persone.
Sempre secondo i dati statistici russi, nel 2014, l'81% della popolazione era di etnia russa, il 14,2% ucraina, e il 4,7% apparteneva a minoranze etniche, quali bielorussi, tatari di Crimea, tatari, armeni, azeri, ebrei, moldavi, polacchi, bulgari, greci, tedeschi, estoni, lettoni, coreani.
Non è ancora chiaro invece quale sia stato l'impatto sul censimento della popolazione, della partenza di parte della minoranza ucraina, che ha lasciato la penisola di Crimea per la terraferma ucraina, dopo il passaggio alla Russia nel marzo 2014, a seguito del referendum sull'indipendenza e l'annessione alla Federazione Russa.

## Lingue
La lingua ufficiale fino al mese di febbraio 2014 è stata l'ucraino, ma la lingua parlata dalla stragrande maggioranza della popolazione cittadina era comunque il russo, anche fino a tale data, a motivo della composizione etnica russofona sempre largamente prevalente nella storia recente della Crimea, dopo la sottrazione con la guerra da parte dell'impero russo della penisola all'Impero ottomano, nella metà del XIX secolo.
Dal marzo 2014, con il referendum di adesione e annessione alla Russia, anche il russo è divenuto lingua ufficiale, al pari dell'ucraino, lingua fortemente minoritaria, e del tataro, usato dal relativo piccolo gruppo linguistico.
Lingue delle minoranze sono tra le altre, la lingua tartara di Crimea o tataro crimeano e persino il tedesco, annotazione storica curiosa quale residuo degli emigrati dalla Germania meridionale e svizzeri a Zürichtal (valle di Zurigo) circa 200 anni fa. Recentemente, come riportato nel censimento ucraino del 2001, solo nove persone continuano a parlare tedesco abitualmente come loro lingua madre.
| Madrelingua | 2001 (%) |
| ----------- | -------- |
| Russo       | 89,6     |
| Ucraino     | 8,8      |

## Monumenti e luoghi d'interesse

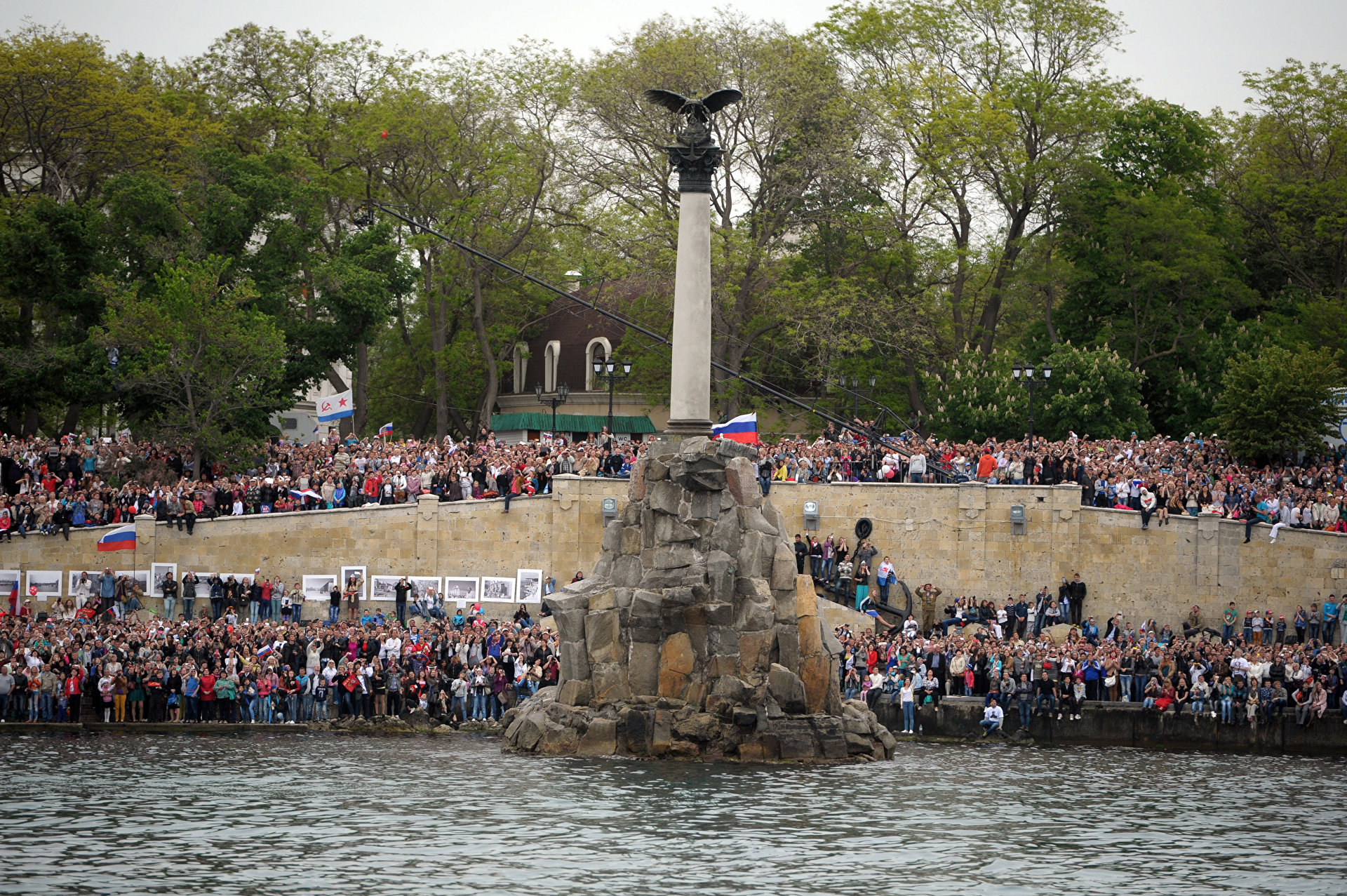
Monumento alle navi affondate durante le celebrazioni per il Giorno della Vittoria e per il 70º anniversario della liberazione di Sebastopoli

- Cattedrale di San Vladimir
- Cattedrale di Cherson
- Chersoneso Taurica
- Monumento alle navi affondate

## Infrastrutture e trasporti

### Ferrovie
- Stazione di Sebastopoli

### Aeroporti
- Aeroporto Internazionale di Sebastopoli

### Porti
- Base navale di Sebastopoli

## Amministrazione

### Gemellaggi
- Ferrara, dal 1998